# Baleyssagues
Baleyssagues is een gemeente in het Franse departement Lot-et-Garonne (regio Nouvelle-Aquitaine) en telt 191 inwoners (2005). De plaats maakt deel uit van het arrondissement Marmande.

## Geografie
De oppervlakte van Baleyssagues bedraagt 8,4 km², de bevolkingsdichtheid is 22,7 inwoners per km².
De onderstaande kaart toont de ligging van Baleyssagues met de belangrijkste infrastructuur en aangrenzende gemeenten.

## Demografie
Onderstaande figuur toont het verloop van het inwonertal (bron: INSEE-tellingen).